# La melodía de las estrellas
La melodía de las estrellas es un manga de Natsuki Takaya(高屋 奈月, Takaya Natsuki). Es un manga de estilo Shōjo que narra la historia de Sakuya, una joven que el día de su 18 cumpleaños conoce a un misterioso personaje, Chihiro. Su primera publicación fue en el 2008, por Hakusensha INC., TOKYO

## Sinopsis
Sakuya Shiina, es una joven de 17 años que vive con su primo Kanade, que cuida de ella porque sus padres la abandonaron, y cada vez que se siente triste o decaída, solo con mirar las estrellas y oír su melodía ya se siente de mejor humor. En su cumpleaños número 18, conoce a Chihiro, un joven misterioso que demuestra saber mucho sobre ella aunque no lo conociera. Sakuya está decidida a que lo quiere volver a ver y descubrir más sobre él.

## Personajes
- Sakuya Shiina: es una joven de 18 años que vive con su primo Kanade, porque sus padres la abandonaron. Es la fundadora y presidenta del club de aficionados a la astronomía, el Hokan; va a tercero de secundaria y sus mejores amigos son Hijiri Honjo y Yuri Murakami. A Sakuya le encanta todo relacionado con las estrellas y su actividad favorita es admirarlas. Es una chica muy triste, a pesar de que siempre intente parecer feliz.

- Chihiro Aoi: es un chico misterioso que aparece en la fiesta de Sakuya y la sorprende porque sabe mucho sobre ella, su afición por las estrellas y lo que siente. Después de desaparecer, se encuentra con Sakuya en el tren y le da calabazas. Se apunta al mismo instituto que ella, pero sigue siendo un misterio, ya que tiene cambios drásticos de humor

- Kanade: vive con Sakuya, como su tutor legal, es un hombre vago y no muy buena persona. Es un poco tajante con la gente y dice que solo se queda con Sakuya por un acuerdo.

- Hijihi Honjo: es amiga y compañera de Sakuya y también está en el Hokan, es muy guapa y viene de una buena familia, tiene su lado oscuro y a veces puede ser cortante y mala al hablar pero con Sakuya no. Lo único que quiere es la felicidad de su amiga y hará de todo para que nadie se interponga.

- Yuri: es compañero de Sakuya y su amigo, es el hermano del jefe de Sakuya. Está enamorado de ella desde que la conoció y empieza poco a poco a darse cuenta.